# Clip art
En les arts gràfiques, el terme clip art s'usa per a denominar qualsevol imatge ja elaborada o predefinida, que s'utilitza per a il·lustrar qualsevol mitjà, ja sigui una pàgina web, un document generat per un processador de text o un document PDF. Hi ha centenars de galeries de clip art, agrupats per categories. Avui en dia es fan servir amb força freqüència en projectes comercials o presentacions.
Els clip art es poden trobar en diverses formes, tant en format electrònic com en format imprès. Fins i tot, molts dels clip art que es creen i distribueixen avui en dia, es troben en format electrònic pels avantatges evidents que presenta aquest últim, com ara, multitud de manipulacions que no són possibles en un altre tipus de forma, com l'edició per a ser manipulat amb un programa de disseny gràfic, la còpia, per salvaguardar els arxius de possibles pèrdues, o l'enviament a través de correu electrònic a altres usuaris que cooperen si la imatge és massa complexa i el desenvolupament d'aquesta es porta a terme per diversos creadors que s'intercanvien informació.
Els clip art es troben en una enorme varietat de formats, des dels formats d'imatges de mapes de bits als dels gràfics vectorials. Els clip art estan compostos exclusivament d'il·lustracions (creades a mà o bé mitjançant l'ús d'ordinadors) i no inclouen stocks de fotografies.

## Exemples d'icones realitzades amb NuRevola

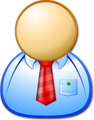
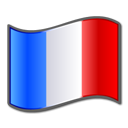
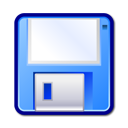
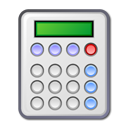
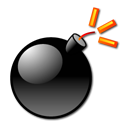
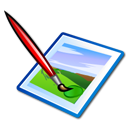
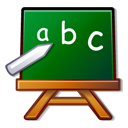
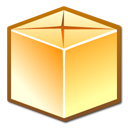
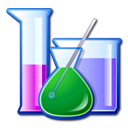
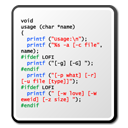
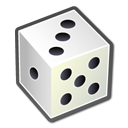
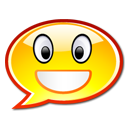
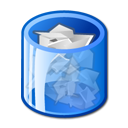
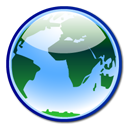
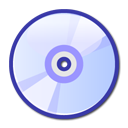
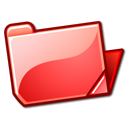
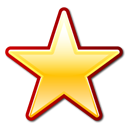
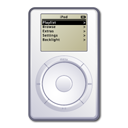
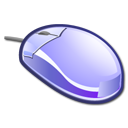
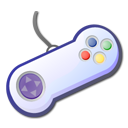
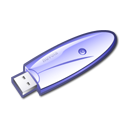
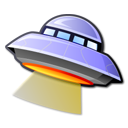
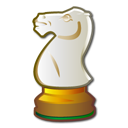
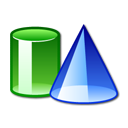
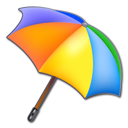
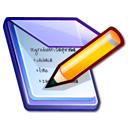
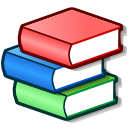